# Dotsie Bausch
Dorothy "Dotsie" Bausch, Dotsie Cowden de soltera, (Louisville, Kentucky, 6 de març de 1973) és una ciclista estatunidenca especialista en persecució. Va aconseguir una medalla de plata als Jocs Olímpics de Londres i diferents campionats nacionals.

## Palmarès en pista
- 2007
  -  Campiona dels Estats Units en persecució
  -  Campiona dels Estats Units en persecució per equips
- 2008
  - Campiona als Campionats Panamericans en persecució individual
- 2010
  - Campiona als Campionats Panamericans en persecució per equips (amb Sarah Hammer i Lauren Tamayo)
  -  Campiona dels Estats Units en persecució per equips
- 2011
  -  Campiona dels Estats Units en persecució per equips
- 2012
  -  Medalla de plata als Jocs Olímpics de Londres en Persecució per equips (amb Sarah Hammer i Jennie Reed)

## Palmarès en ruta
- 2003
  - 1a al Bonsall-San Luis Rey Classic
- 2005
  - 1a al Tour de Murietta
- 2006
  - Vencedora d'una etapa a la McLane Pacific Classic
  - Vencedora d'una etapa al Tour de Gila
  - Vencedora de dues etapes al Mount Hood Cycling Classic
- 2007
  - Vencedora d'una etapa al Geelong Tour
  - Vencedora d'una etapa al Tour de Gila